# Kuala (Jaya)
Kuala is een bestuurslaag in het regentschap Aceh Jaya van de provincie Atjeh, Indonesië. Kuala telt 652 inwoners (volkstelling 2010).